# Мазохин-Поршняков, Георгий Александрович
Георгий Александрович Мазохин-Поршняков (3 февраля 1924 — 15 марта 1998) — советский и российский энтомолог, доктор биологических наук, профессор, лауреат Государственной премии СССР (1987), основатель нового в России биофизического направления в энтомологии, глава школы по изучению биофизики и физиологии органов чувств насекомых.

## Биография
Родился 3 февраля 1924 года в городе Трубчевске Брянской губернии.
Участник Великой Отечественной войны с 1941 (ушёл на фронт в 17 лет) по 1944 (был ранен). В звании сержанта командовал миномётным расчётом в битве на Курской дуге.
- В 1944 году сразу после госпиталя поступил в Московский университет на кафедру энтомологии.
- В 1953 защитил кандидатскую диссертацию, в которой впервые поставил и раскрыл проблему жизненных форм насекомых на примере чешуекрылых.
- С 1953 работал в Институте биофизики (позднее в Институте проблем передачи информации) Академии наук СССР.
- В 1964 был приглашен работать на кафедру энтомологии МГУ, где читал лекции по курсу «Общей энтомологии» и созданному им курсу «Биофизики органов чувств насекомых»
- В 1965 защитил докторскую диссертацию
- с 1972 по 1990 — заведующий кафедрой энтомологии биологического факультета МГУ им. Ломоносова.

Крупнейший в СССР и России специалист по зрению и поведению насекомых.
Им впервые в мировой науке разработаны вопросы теории и практики использования световых ловушек для насекомых на основе оригинальной гипотезы о причинах лёта насекомых на свет, впервые изучены механизмы опознания насекомыми окраски и формы. Открыл способность насекомых к визуальному обобщению.
Умер 15 марта 1998 года, похоронен на Хованском кладбище.

## Основные труды
Всего опубликовал более 240 работ.
- Мазохин-Поршняков Г. А. Зрение насекомых. — М.: Наука, 1965
- Мазохин-Поршняков Г. А. Зрение и визуальная ориентация насекомых. — М.: Знание, 1980. — 63 с.
- Руководство по физиологии органов чувств насекомых / Ред.: Г. А. Мазохин-Поршняков. — М.: изд-во МГУ, 1983. — 261 с.

### Статьи
- Мазохин-Поршняков Г. А. Опыт экологической системы дневных чешуекрылых (Lepidoptera, Rhopalocera) // Зоологический журнал. — 1952. — Т.31, Вып. 2. — С. 202—212.
- Мазохин-Поршняков Г. А. Основные приспособительные типы чешуекрылых (Lepidoptera) // Зоологический журнал. — 1954. — Т. 33, Вып. 4. — С. 822—840.
- Мазохин-Поршняков Г. А., Любарский Г. Ю., Семенова С. А. Стратегии группового поведения медоносных пчел при фуражировке // Поведение животных в сообществах: Матер. 3 Всес. конф. по поведению животных. — М., 1983. — Т. 2. — С. 81-82.
- Любарский Г. Ю., Мазохин-Поршняков Г. А., Семенова С. А. Анализ визуального взаимодействия фуражирующих ос // Бюлл. Моск. о-ва испытателей природы. — 1983. — Т. 88, Вып. 5. — С. 58-64.
- Мазохин-Поршняков Г. А., Семенова С. А., Любарский Г. Ю. Анализ группового поведения медоносных пчел при фуражировке // Журнал общей биологии. — 1984. — Т. 44, № 4. — С. 600—605.
- Мазохин-Поршняков Г. А., Семенова С. А., Любарский Г. Ю. Правила взаимодействия медоносных пчел при фуражировке // Зоологический журнал. — 1984. — Т. 63, В. 1. — С. 74-80.
- Мазохин-Поршняков Г. А., Семенова С. А., Любарский Г. Ю. Стратегии фуражировочного поведения медоносных пчел // Ориентация насекомых и клещей: Матер. Всесоюз. конф. — Томск, 1984. — С. 95-97.
- Любарский Г. Ю., Мазохин-Поршняков Г. А., Семенова С. А. О способности пчел и ос к альтернативному выбору // Бюлл. Моск. о-ва испытателей природы. — 1987. — Т. 92, Вып. 5. — С. 63-67.
- Мазохин-Поршняков Г. А. Как оценить интеллект животных? // Природа. — 1989. — № 4.

Сотрудничал с журналом "Наука и жизнь" в качестве специалиста в области энтомологии. 

## Награды
- Государственная премия СССР (1987)
- Орден Красной Звезды
- Орден Отечественной войны I степени
- десять боевых медалей
- Заслуженный профессор МГУ им. М. В. Ломоносова (1994)